# جلال چراغ‌پور
جلال چراغ‌پور (زادهٔ ۱ بهمن ۱۳۲۹) مربی، تحلیل‌گر و مدرس باسابقه فوتبال ایران است که در سال ۱۴۰۴ به  مجتبی جباری در باشگاه فوتبال استقلال برای قهرمانی در جام حذفی کمک به سزایی نمود
او به‌عنوان یکی از تئوریسین‌های برجسته فوتبال کشور شناخته می‌شود و سابقه‌ای طولانی در مربی‌گری تیم‌های ملی و باشگاهی، همچنین فعالیت‌های آموزشی و رسانه‌ای دارد و همواره به خاطر دانش فنی عمیق و  تحلیل‌های دقیقش در رسانه‌ها و برنامه‌های ورزشی مورد توجه بوده است.
میتوان گفت او بهترین تئوریسین تاریخ است که ایران به خود دیده است.

## زندگی شخصی
جلال چراغ‌پور در تهران در محله نظام آباد متولد شد و تا سال ۱۳۸۵ در همان محله ارباب مهدی سکونت داشت متاسفانه به علت سکته قلبی پس از عمل جراحی قلب باز در بیمارستان کسری تهران، بنا به توصیه پروفسور ماندگار جراح قلب، برای سکونت به شمال کشور نقل مکان کرد. وی دانش آموخته رشته تربیت بدنی در دانشسرای عالی می باشد و سالها در باشگاه راه آهن تهران زیرنظر پرویز ابوطالب به عنوان هافبک دفاعی بازی کرده است و در نهایت بر اثر پارگی مینیسک مجبور به کناره‌گیری شد و به مربیگری روی آورد و در دوره‌های مربیگری مختلف کسب دانش نمود وی گواهینامه‌های بین‌المللی مربی‌گری از فیفا، دوره‌ه دانش افزایی از کشور مجارستان ۱۹۸۴ و دوره دانش افزایی ۱۹۹۲ در کشور مالزی و کنفدراسیون فوتبال آسیا  را داراست.

## سوابق مربی‌گری
چراغپور در بازیهای آسیایی ۱۹۸۲ سرمربی تیم ملی فوتبال بزرگسالان ایران بوده و در کارنامه خود مربیگری تیم‌های ملی امید ایران، استقلال اهواز ، راه آهن ، مس کرمان ، بانک تجارت را نیز به عهده داشته و همچنین به عنوان مدیر فنی در تیم‌های استیل آذین تهران، سپیدرود رشت و تراکتورسازی تبریز فعالیت کرده است. وی در مقاطع گوناگون ریاست کمیته آموزش فدراسیون فوتبال را بر عهده داشته‌ و در تیم های شیرین فراز کرمانشاه، تراکتورسازی تبریز، استقلال اهواز و گسترش فولاد تبریز سابقه همکاری با فراز کمالوند را داشته است و همچنین در تیم خیبر خرم آباد به عنوان دستیار سرمربی نیز فعالیت کرده.

### استقلال
وی در ۴ اردیبهشت ۱۴۰۴ پس از انتصاب مجتبی جباری به عنوان سرمربی استقلال به عنوان دستیار سرمربی در باشگاه استقلال تهران شروع به فعالیت کرد.

## فعالیت‌های رسانه‌ای
چراغپور به عنوان یکی از کارشناسان فوتبال ایران در رسانه‌های تصویری از جمله برنامه‌هایی مانند فوتبال برتر و شب‌های فوتبالی و ۹۰ حضور منظم داشته و تحلیل‌های فنی و تاکتیکی ارائه داده‌است. سبک خاص بیان و استفاده از واژگان تخصصی باعث شده نظرات او در بین مخاطبان فوتبال بازتاب زیادی داشته باشد.